# Vlajka Montserratu

Montserratská vlajka
Poměr stran: 1:2

Vlajka Montserratu, zámořského území Spojeného království, je od roku 1960 tvořena britskou modrou státní námořní vlajkou (Blue Ensign) o poměru stran 1:2, s montserratským vlajkovým emblémem (anglicky badge) ve vlající části.
Je to štít s postavou ženy oblečené do zeleného roucha, která objímá černý kříž a drží zlatou harfu. Žena na znaku představuje Erin, ženskou personifikaci Irska a zlatá harfa je dalším irským symbolem. Odkazuje to na irskou kolonii. Znak pochází z roku 1909.
V letech 1871–1956 se na ostrově používala vlajka britské kolonie Závětrných ostrovů (anglicky Leeward Islands).

## Galerie

Vlajka montserratského guvernéra Poměr stran: 1:2